# Taifa di Morón
La Taifa di Morón (in arabo طائفة مورور‎?) era un regno taifa berbero musulmano indipendente (emirato) esistente dal 1014 al 1066, quando fu conquistata e integrata nella Taifa di Siviglia, come tutti gli altri regni di taifa minori, nel sud di al-Andalus: Algarve, Algesiras, Arcos, Carmona, Huelva, Mértola, Niebla, Ronda e Silves, che furono tutti conquistati e incorporati nella Taifa di Siviglia.

La Taifa di Morón corrispondeva approssimativamente alla Cora di Morón (Cora de Mawrur), la più piccola di tutte le coras andaluse, situato ai piedi del sistema Subbético, parte della Cordigliera Betica. La sua capitale era l'attuale Morón de la Frontera e comprendeva anche i territori di Arahal, Montellano, Puerto Serrano e Coripe.

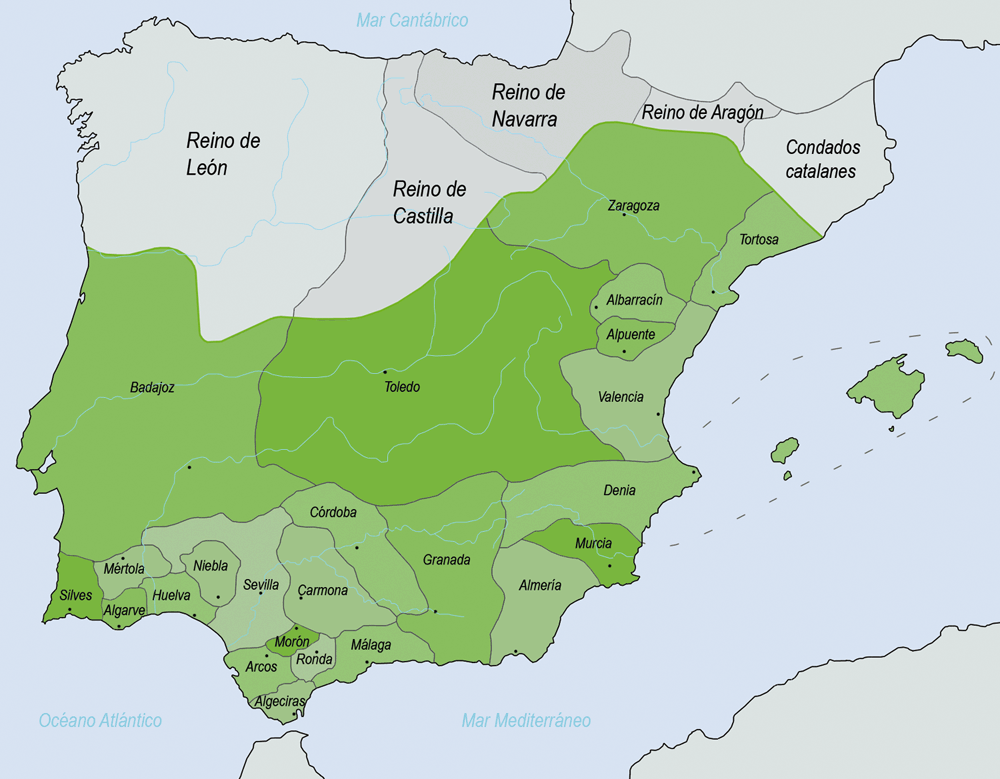
Taifa di Morón nel 1031 a sud della Taifa di Siviglia

## Storia
La Taifa di Morón nacque nel periodo iniziale della fitna di al-Andalus, descritta dallo storico Rafael Altamira, quando, come riporta La web de las biografias, Nuh ben Abi Tuziri, nel 1014, si proclamò emiro. Nub era figlio di Abú Tuziri al-Dammarí, della famiglia Berbera dei Banu Dammar, originaria di Tunisi, appartenente alla dinastia zenata, era giunto in al-Andalus, per aggregarsi alle truppe di Almanzor, come riporta anche il Muslim Spain and Portugal: A Political History of al-Andalus.

Nuh ben Abi Tuziri, che aveva preso il potere della cora de Morón dopo aver espulso il governatore Omayyade, governò per circa trent'anni, e, alla sua morte, gli succedette il figlio, Muhammad ibn Nub.
Muhammad ibn Nub, succeduto al padre, assunse il titolo di Izz al-Dawla, tra il 1041 ed il 1045, come riporta il Muslim Spain and Portugal: A Political History of al-Andalus.

Come riporta La web de las biografias, Muhammad rimase al potere senza complicazioni fino al 1053 quando Abbad II al-Mu'tadid, emiro della Taifa di Siviglia, con la sua politica di annessione delle piccole taifas, tentò di annettere la Taifa di Morón e, pur catturando con l'inganno ed imprigionando Muhammad, insieme ai re delle taifa di Ronda e Arcos, non riuscì a conquistare la taifa e a Muhammad succedette il figlio Manad ibn Muhammad.

Anche il Muslim Spain and Portugal: A Political History of al-Andalus riporta che Abbad II al-Mu'tadid portò avanti una politica di annessioni.

Muhammad morì nrl carcere di Siviglia circa quattro anni dopo, nel 1057.
Manad ben Muhammad, succeduto al padre, assunse il titolo di Imad al-Dawla e governò in contrasto con Siviglia, che considerava Morón una taifa minore, come quelle della Algarve, Algeciras, Arcos, Carmona, Huelva, Mértola, Niebla, Ronda e Silves, finirono per essere conquistate e integrate nella grande taifa di Siviglia, tra il 1056 ed il 1065, come riporta il Muslim Spain and Portugal: A Political History of al-Andalus.

Manad governò sino al 1065, quando Abbad II al-Mu'tadid, re della taifa sivigliana, conquistò la taifa di Morón e lo fece assassinare.
Dal 1066, la Taifa di Morón fu sotto il controllo forzato di Siviglia, di Muhammad al-Muʿtamid sino a quando l'almoravide, Yūsuf ibn Tāshfīn, tornò in al-Andalus, e, come riporta Rafael Altamira iniziò ad occupare i vari regni di Taifa e nel 1091 costrinse al-Muʿtamid ad abdicare come riporta la The History Of The Mohammedan Dynasties In Spain Vol II.
Emiri di Morón
- Nub ibn Abi Tuzuri
- Muhammad ibn Nub
- Manad ibn Muhammad

### Fonti primarie
- (FR)  Histoire des Almohades / d'Abd el- Wâh'id Merrâkechi
- (EN)  The History Of The Mohammedan Dynasties In Spain Vol II
- (EN)  Muslim Spain and Portugal: A Political History of al-Andalus

### Letteratura storiografica
- Rafael Altamira, "Il califfato occidentale", in: «Storia del mondo medievale», Cambridge History of Middle Age, vol. II, 1999, pp. 477–515.]
- Rafael Altamira, La Spagna (1031-1248), in "Storia del mondo medievale", vol. V, 1999, pp. 865–896
- La recomquista